# 陳文康
陳文康，（英文名︰Cuson Chan），香港出生，多媒體及電視導演及編劇。曾任亞洲電視新聞及公共事務部高級記者及綜藝及資訊科高級編審，負責過的節目包括：慧珊時尚坊、「感動香港」系列、亞洲小姐競選、媽媽不懂的事、通識小學堂、好味道系列等；及後擔任龍耳電視監製，拍攝手語節目；亦為港台電視31「Harry哥哥好鄰居」系列、「吓？咩嘢話？」 （页面存档备份，存于）「好鄰居齊學基本法」、ViuTV 「生仔唔該考個牌」製作人，以及YouTube 頻道「老友鬼鬼」創辦人。

## 亞洲電視時期
陳文康大學未畢業時，於2003年加入亞視做兼職工作，當時做朱慧珊主持的資訊節目《慧珊時尚坊》幕後，至2004年正式成為全職員工，後來晉升高級編審。他接受訪問時指出，亞視這個地方令他成長，給他很多工作經驗及人際關係，當時公司資源不足，什麼工作也要做，變相造就好多學習機會。
陳文康稱，從小看亞視長大，是夢想工作的地方，並從零開始，學做記者、撰稿、到製作綜藝節目，到亞視牌照結束時，已是綜藝及資訊科高級編審。 他坦言，亞視對新人而言是充滿機會，亦感激王征帶出《感動香港》系列，讓他學會要有「社會使命」。

## 龍耳電視時期
亞視牌照結束後，陳文康被邀請到聾人機構「龍耳」轄下的手語電視台「龍耳電視」擔任監製。他指出很多電視節目都沒有手語傳譯，聾人社群資訊不流通，他們便不知道社會發生甚麼大事。以手語傳達資訊的龍耳電視提供時事新聞、飲食節目、電影介紹和鬼故事，甚至有節目教人照顧子女。
他指出從2003年開始，香港政府要求電視台黃金時段必須要配有中文字幕，但不少聾人礙於教育水平問題，加上手語文法和中文文法有很大分別，閱讀字幕比較困難，情況像英文不好的人看英文字幕一樣，根本無法理解節目的內容，因此主流電視節目並不適合聾人觀看。他續稱，龍耳電視也會為政府宣傳片段配上手語傳譯，如政府推出的低收入在職家庭的宣傳片，由於沒有字幕，很多低收入家庭的聾人並不知情，加上字幕可幫助聾人有更好的理解。他相信龍耳電視能夠發揮一個有效的傳播媒介，向聾人社群講解更多社會大事。
他指出英國、韓國和台灣的電視台都有照顧聾人的需要，部分製作團隊更有聾人參與。眼見香港主流媒體的情況非常落後，只有少量節目提供手語傳譯，於是渴望打破當中的隔閡，他續稱手語電視台在香港是一個新的概念，大家都在摸着石頭過河，希望找到一條屬於聾人的路。